# Milimetr sześcienny
Milimetr sześcienny (mm³) – jednostka objętości w układzie SI, miliardowa część metra sześciennego.
1 mm³  = 0,000 000 001 m³
milimetr sześcienny << centymetr sześcienny << decymetr sześcienny << metr sześcienny
Inne oznaczenia i nazwy:
- cmm (skrót od ang. cubic millimeter)
- mikrolitr